# Seis (álbum de Mon Laferte)
Seis é o sétimo álbum de estúdio do cantora e compositora Mon Laferte. Foi lançado em 8 de abril de 2021 pela Universal Music México. Foi produzido por Manu Jalil e Sebastián Aracena, e contou com colaborações dos cantores mexicanos Gloria Trevi e Alejandro Fernández, e das bandas mexicanas La Arrolladora Banda El Limón e Mujeres del Viento Florido.
No Grammy Latino de 2021, o álbum ganhou o prêmio de Melhor Álbum de Cantor e Compositor, a música "Que Se Sepa Nuestro Amor" foi indicada para Canção do Ano e Melhor Canção Regional Mexicana e a música "La Mujer" foi indicada para Melhor Canção Pop. No Grammy Awards de 2022, o álbum foi indicado para Melhor Álbum de Música Regional Mexicana (incluindo Tejano), sendo a primeira indicação de Laferte ao prêmio Grammy.

## Faixas
| '              |                                                                                      |         |  |
| N.º            | Título                                                                               | Duração |  |
| 1.             | "Se Me Va a Quemar El Corazón"                                                       | 3:58    |  |
| 2.             | "Amigos Simplemente"                                                                 | 3:02    |  |
| 3.             | "No Lo Vi Venir"                                                                     | 3:02    |  |
| 4.             | "Amado Mío"                                                                          | 4:08    |  |
| 5.             | "Canción Feliz"                                                                      | 4:24    |  |
| 6.             | "La Mujer" (Part. Gloria Trevi)                                                      | 3:08    |  |
| 7.             | "Calaveras"                                                                          | 4:11    |  |
| 8.             | "Aunque Te Mueras Por Volver"                                                        | 4:10    |  |
| 9.             | "La Democracia"                                                                      | 3:25    |  |
| 10.            | "Esta Morra No Se Vende"                                                             | 2:42    |  |
| 11.            | "Que Se Sepa Nuestro Amor" (Part. Alejandro Fernández)                               | 3:00    |  |
| 12.            | "Te Vi"                                                                              | 3:36    |  |
| 13.            | "Se Va La Vida" (Part. Banda Regional Femenil "Mujeres del Viento Florido")          | 4:32    |  |
| 14.            | "Se Me Va a Quemar El Corazón" (Part. La Arrolladora Banda El Limón de René Camacho) | 4:12    |  |
| Duração total: | Duração total:                                                                       | 51:34   |  |

## Recepção da crítica
Thom Jurek do AllMusic deu ao álbum quatro de cinco estrelas, nomeando-o como um "marco" ao lado de Norma na carreira de Laferte. Ele também escreveu que "cada faixa é entregue com a consistência, cuidado, honestidade e atenção obsessiva aos detalhes que as letras e melodias poéticas de Laferte exigem", finalizando a crítica com "a apresentação humilde aqui contrasta com sua ambição de composição no que equivale a uma obra de arte popular verdadeiramente visionária". 
Seis foi classificado em 14º lugar na lista dos "35 melhores álbuns bilíngues e em língua espanhola de 2021" da revista americana Rolling Stone, chamando-o de "textura impressionante".